# Rhémétalcès III

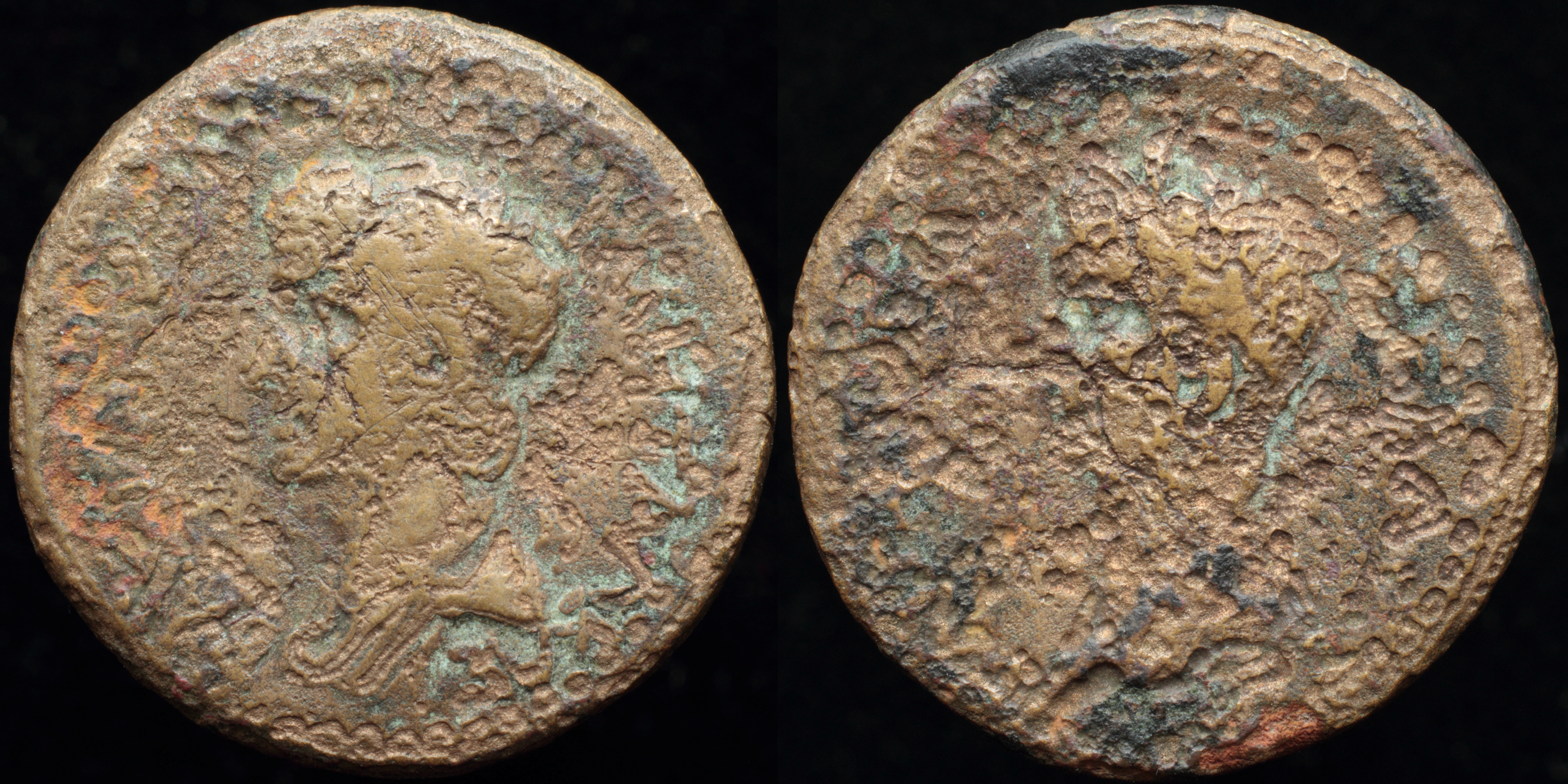
Monnaie de bronze frappée en Thrace entre 38 et 41 : d'un côté, Rhémétalcès portant un diadème, de l'autre Caligula coiffé de lauriers. Inscriptions : BAΣIΛEYΣ POIMHTAΛKAΣ (Basileus Rhémétalcès) et ΓAIΩ KAIΣA PI ΣEBAΣΤΩ (Gaius Cesar Auguste).

Pour les articles homonymes, voir Rhémétalcès.
Rhémétalcès III est un prince thrace des débuts de l'Empire romain, dernier roi des Sapéens et des Odryses de 26/38 à 46. Il est le fils  de Cotys VIII, roi jusqu'en 19, et frère de Cotys IX, roi de Thrace jusqu'en 38. Certaines sources lui donnent Rhescuporis III (frère de Cotys VIII) pour père.

## Biographie
Le roi Rhémétalcès Ier meurt vers l'an 12 et ses États, clients de Rome, sont divisés en deux parties par Auguste, qui sont répartis entre le fils et le frère du roi défunt, Cotys VIII et Rhescuporis III. Cotys reçoit la région proche de la côte et des colonies grecques. Rhescuporis, celle sauvage et inculte de l'intérieur, exposée à des attaques hostiles des peuples voisins. Rhescuporis décide de s'approprier les terres de son neveu, l'emprisonnant puis le tuant pour faire affront à Tibère, qui lui demande des comptes. Rhescuporis est jugé et condamné par Rome, exilé puis mis à mort pour avoir tenté de s'échapper. 
Le royaume de Thrace est divisé entre Rhémétalcès II, fils de Rhescuporis III, qui s'est ouvertement opposé aux plans de son père, et les très jeunes enfants de Cotys, dont Rhémétalcès III et Cotys IX (qui sont élevés à Rome), au nom desquels le propréteur Titus Trebellenus Rufus (ca) est nommé régent (« tuteur des princes ») ainsi que leur mère Antonia Tryphaena, veuve de Cotys VII. L'empereur Tibère maintient en faveur de Rhémétalcès II le partage de la Thrace ordonné par Auguste après la mort de Rhémétalcès Ier.
Selon certains sources, Rhémétalcès III se rend effectivement en Thrace vers 26, son territoire restant sous tutelle romaine. Mais la plupart des auteurs considèrent qu'il reste à Rome aux côtés de Caligula, dont il est l'ami d'enfance, jusqu'à son accession au trône vers 37/38. D'ailleurs, durant son séjour à Rome, il prend le nom de Caius Julius Rhémétalcès.
Sous leur règne éclatent plusieurs révoltes dans la partie de la Thrace soumise aux Romains et dans les États alliés : les services que Rhémétalcès III rend dans ces diverses occasions lui valent de nouvelles faveurs de Tibère, puis de Caligula. Celui-ci, en l'an 38 ou 39 de notre ère, décide d'un nouveau partage :
- Rhémétalcès III devient effectivement roi de toute la Thrace indépendante[10] ;
- Cotys IX obtient en échange l'Arménie mineure[10] (ou Sophène, où il règne de 38 à 54).

Quant à Rhémétalcès II, son nom disparaît de l'histoire, son règne s'arrêtant en 26 ou en 37/38 selon diverses sources. Il est fort probable qu'il soit mort en 38, ce qui serait une raison d'un remaniement à la tête des États thraces. On sait de lui qu'il était marié à Pythodoris II, fille d'Antonia Tryphaena.
Rhémétalcès III est ainsi le seul souverain de la partie de la Thrace, qui, sous la domination romaine, a conservé un reste d'indépendance, et il est le dernier représentant des souverains sapéens et odrysiens.
Un événement tragique met fin à la vie de ce prince : le vif amour qu'il a conçu pour sa nièce excite contre lui la jalousie de sa femme, qui trouve moyen de lui donner elle-même la mort. Cet événement, dont le souvenir nous est conservé par les fragments grecs d'Eusèbe de Césarée et de Georges le Syncelle, arrive en l'an 46, la sixième année du règne de Claude. À la mort de Rhémétalcès III, la Thrace est réunie à l'Empire romain, selon le témoignage du même auteur,,  et divisée entre la Mésie pour sa partie nord et la nouvelle province romaine de Thrace, gouvernée par un procurateur.

### Source partielle
- « Rhémétalcès II », Charles Weiss, Biographie universelle, ou Dictionnaire historique contenant la nécrologie des hommes célèbres de tous les pays, 1841 [détail des éditions].
- (en) Ian Mladjov, de l'Université du Michigan, liste des rois odrysiens de Thrace.
- (en) Site hourmo.eu, collection of Greek Coins of Thrace, Index des rois.